# Corumbichalcis
Corumbichalcis is een geslacht van vliesvleugeligen uit de familie bronswespen (Chalcididae). De wetenschappelijke naam van dit geslacht is voor het eerst geldig gepubliceerd in 1992 door Delvare.

## Soorten
Het geslacht Corumbichalcis is monotypisch en omvat slechts de volgende soort:
- Corumbichalcis corumbicola (Ashmead, 1904)